# Vaca atolada
Vaca atolada é um prato típico da comida caipira, de origem nos estados de São Paulo e Minas Gerais durante a época de exploração do Brasil pelos bandeirantes. Tem como principais ingredientes a costela bovina e a mandioca. Também existe um mito por trás da comida. Reza a lenda que uma família precisou sacrificar sua Vaca depois de um acidente, no qual ela ficou atolada na lama. Contaram que depois que a vaca que tinham morreu tragicamente, eles tiveram que arrumar outros modos de sobreviver. Começaram a plantar frutas e hortaliças, e com isso, conseguiram melhorar de vida.
Além de Minas Gerais e São Paulo, é muito popular em vários estados brasileiros, como Paraná, Rio de Janeiro, Pernambuco, Paraíba e também no Piauí, onde é chamado de cozidão ou costela com verduras (geralmente é feito somente com carne e com a raiz da mandioca, mas também com abóbora, batata doce, batata, cenoura, chuchu e até mesmo mandioquinha, inhame e maxixe). Nesse estado, vaca atolada também é correspondente ao escondidinho de carne de sol. No Rio Grande do Sul, é feito com carne bovina, aipim, alho, cebola, tomate e alguns acrescentam pimentão ou pimenta.

## História

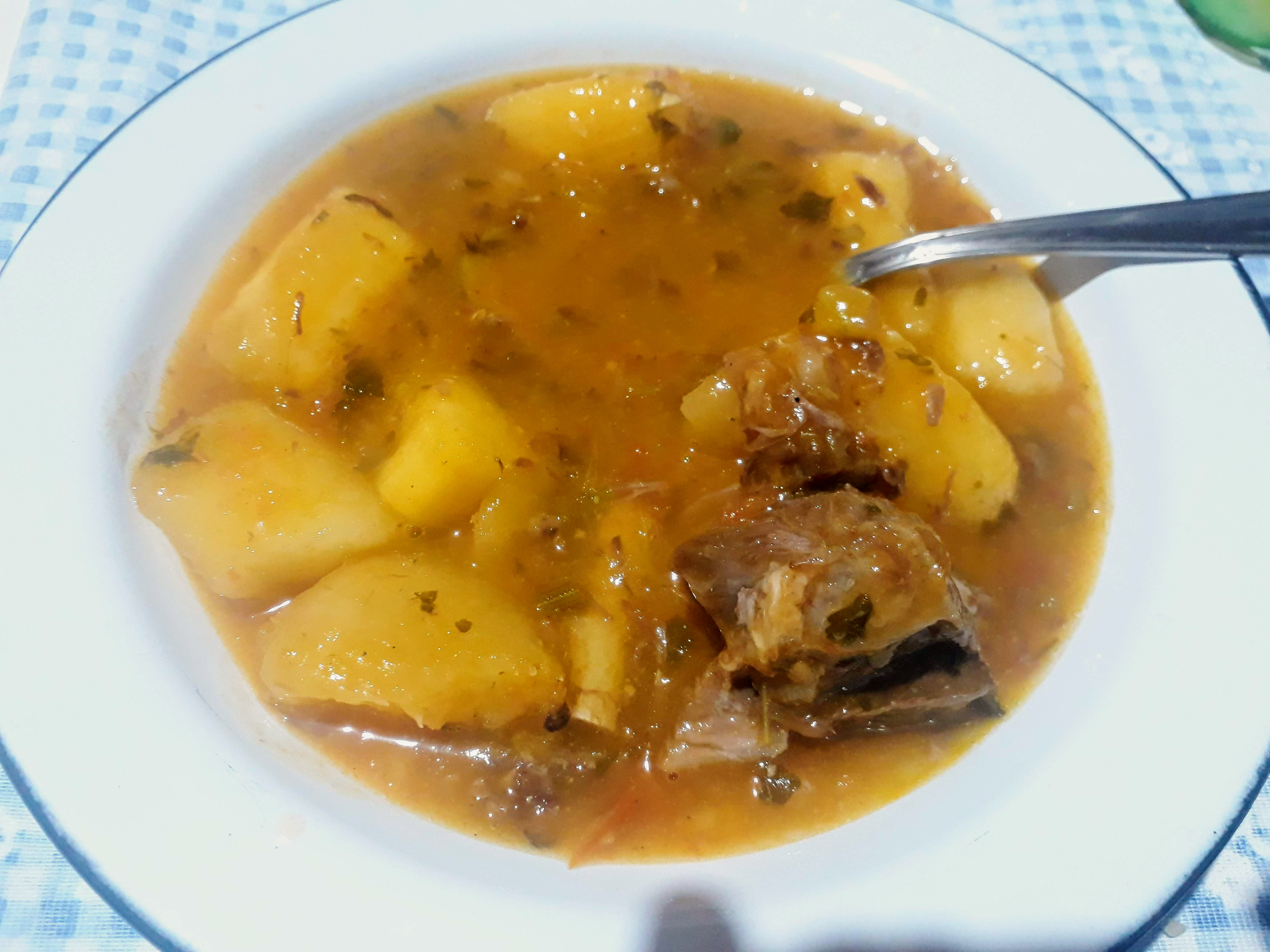
Prato de vaca atolada no Paraná.

Tropeiros do Vale do Paraíba carregavam no embornal carne mergulhada na gordura, o que garantia alimento por um bom tempo, sem deteriorar. Ao longo das trilhas colhiam mandioca, assim podendo misturá-las e cozinhar junto com as carnes, uma comida forte e boa para dias mais frios da serra.
Ao se dirigirem à Minas Gerais, transpondo a Serra da Mantiqueira por terrenos íngremes, frios, irregulares, úmidos e principalmente nos períodos de chuva, o que tornava o solo alagadiço, o gado encalhava e não prosseguia, havia então o momento de remanejamento dos animais, o descanso da tropa e sua alimentação. Assim sendo, foi batizado esse alimento como Vaca Atolada.
No entanto, a receita de Vaca Atolada é tradicionalmente feita com costelas de boi, uma carne que não era aproveitada para compor a comida dos viajantes, e nem servia para fazer o charque ou carne seca. Mas provavelmente é que seja uma comida preparada após o abate do gado, cozinhando as costelas e sua gordura com pedaços de aipim e cebolas.